# サガリラン
サガリラン（別名：ハゴロモムカデラン　学名：Diploprora championii）は、ラン科サガリラン属の常緑で着生の多年草。渓流沿いの樹上や岩に多数の長い気根で付着し、しばしば下垂する。

## 特徴
茎は分枝せず、気根がまばらに側生、長さ5–20 cm、垂れ下がるが先は上を向く。葉は二列に互生、数枚〜十数枚。葉身は革質で狭長楕円形、長さ 5–7 cm、幅 15 mm 内外。根に共生する菌根菌としてツラスネラ科とケラトバシディウム科から各1種が知られている。
花期は6–7月。花茎は腋生する。花は直径約15mmで、総状花序に数個つける。萼片と側花弁は黄色、同形で倒披針形または倒卵形であるが、側花弁がやや小さい。蕊柱は白く淡紅紫色を帯び、短く直立。唇弁は白く内部には紅色の班がある。基部はボート状で距はない。先端は細く二裂する。花粉塊は4個で蝋質。
2013年（平成25年）より奄美大島5市町村の自然保護条例によって採取が禁止されている。
域外保全の研究が行われており、ガラス容器内で開花させることに成功している
。

## 分布
国内では奄美大島のみに分布。国外では台湾から中国南西部、東南アジア、ヒマラヤ、スリランカ、インド南部。